# Skarhivka, Kreminna
Skarhivka (în ucraineană Скаргівка) este un sat în comuna Holubivka din raionul Kreminna, regiunea Luhansk, Ucraina.

## Demografie
Componența lingvistică a localității Skarhivka
     Ucraineană (90,05%)
     Rusă (9,95%)
Conform recensământului din 2001, majoritatea populației localității Skarhivka era vorbitoare de ucraineană (90,05%), existând în minoritate și vorbitori de rusă (9,95%).